# آتسوشی یاماگوچی
آتسوشی یاماگوچی (انگلیسی: Atsushi Yamaguchi؛ زادهٔ ۸ ژوئیهٔ ۱۹۸۰) بازیکن فوتبال اهل ژاپن است.